# Стальено
Монументальное кладбище Стальено (итал. Cimitero monumentale di Staglieno) — одно из знаменитейших кладбищ мира, которое занимает склон холма площадью около квадратного километра на окраине Генуи. Известно огромным числом высокохудожественных мраморных надгробий, выполненных на стыке академизма и реализма наиболее заметными итальянскими скульпторами конца XIX века — Санто Варни, Джулио Монтеверде и другими.

## История
История кладбища восходит ко временам оккупации Италии армией Наполеона, который в 1804 году распорядился в санитарных целях вынести все кладбища за городские стены.

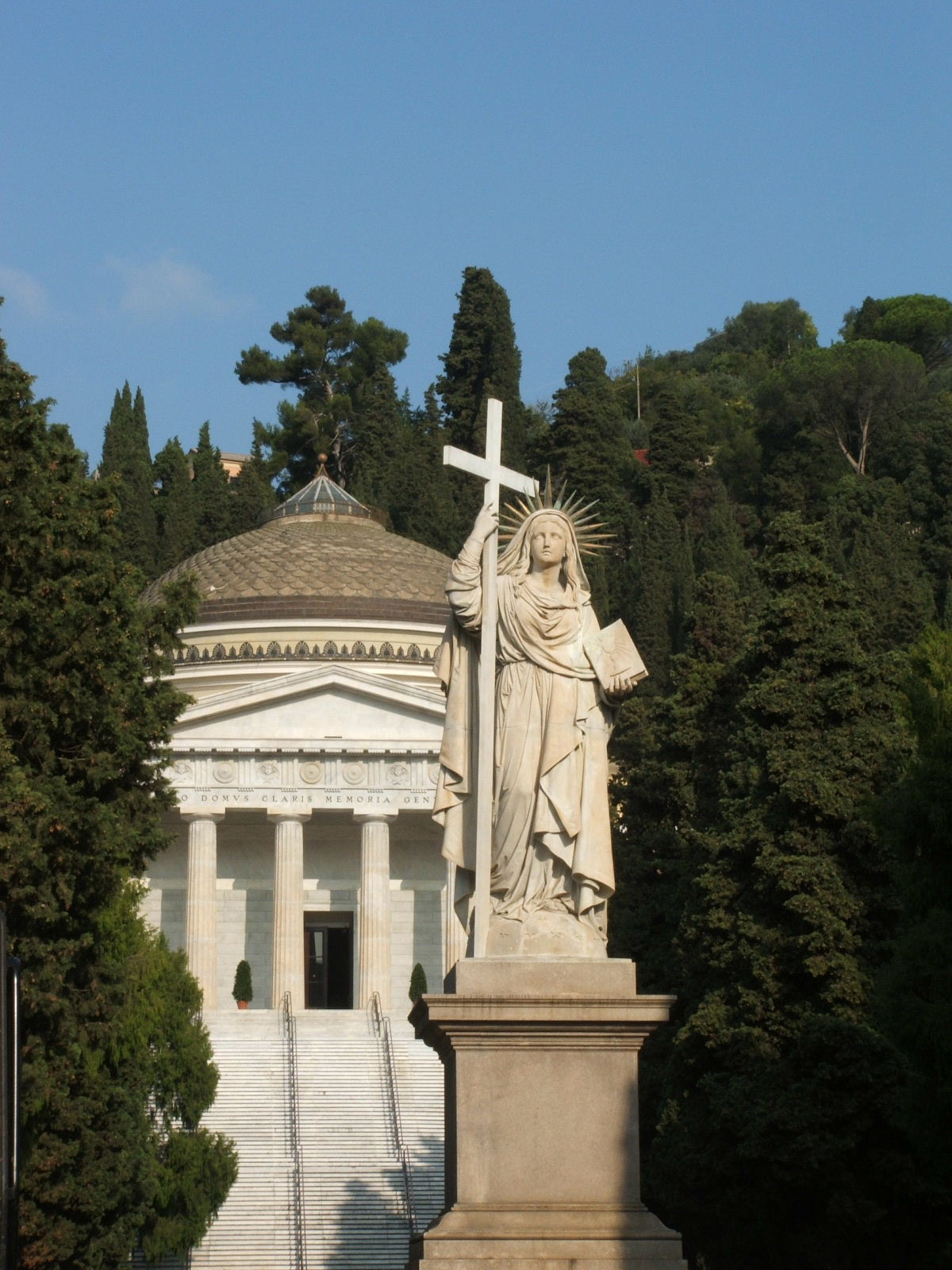
Девятиметровая статуя Веры

В Генуе проект монументального кладбища, рассчитанного на шестьдесят тысяч могил, разработал городской архитектор Карло Барабино (1768—1835). Он предложил в центре некрополя, густо засаженного миртами, лаврами и олеандрами, поместить миниатюрную копию Пантеона. Замыслы Барабино были воплощены его учениками в 1844—1851 годах на территории бывшей виллы Ваккарецца.
В 1872 году похороны национального героя Джузеппе Мадзини привлекли к кладбищу внимание всей Италии; над его могилой был воздвигнут отдельно стоящий мавзолей. С увеличением числа захоронений были выделены англиканская, протестантская и иудейская секции.
К концу XIX века некрополь стал считаться одной из главных достопримечательностей города. Из писателей его посещали Ги де Мопассан, Фридрих Ницше и Марк Твен, отметивший, что «будет помнить кладбище, когда уже забудет дворцы». Впрочем, слава Стальено в годы «прекрасной эпохи» отнюдь не была однозначной:

Если вы читали о Генуе, то, я полагаю, знаете и о Стальено — этом кладбище-музее, где каждые новые похороны — предлог для сооружения статуй и саркофагов, в большинстве довольно пошлых, так что мрамора жалко, но иногда замечательной красоты.— А. Амфитеатров

## Захоронения

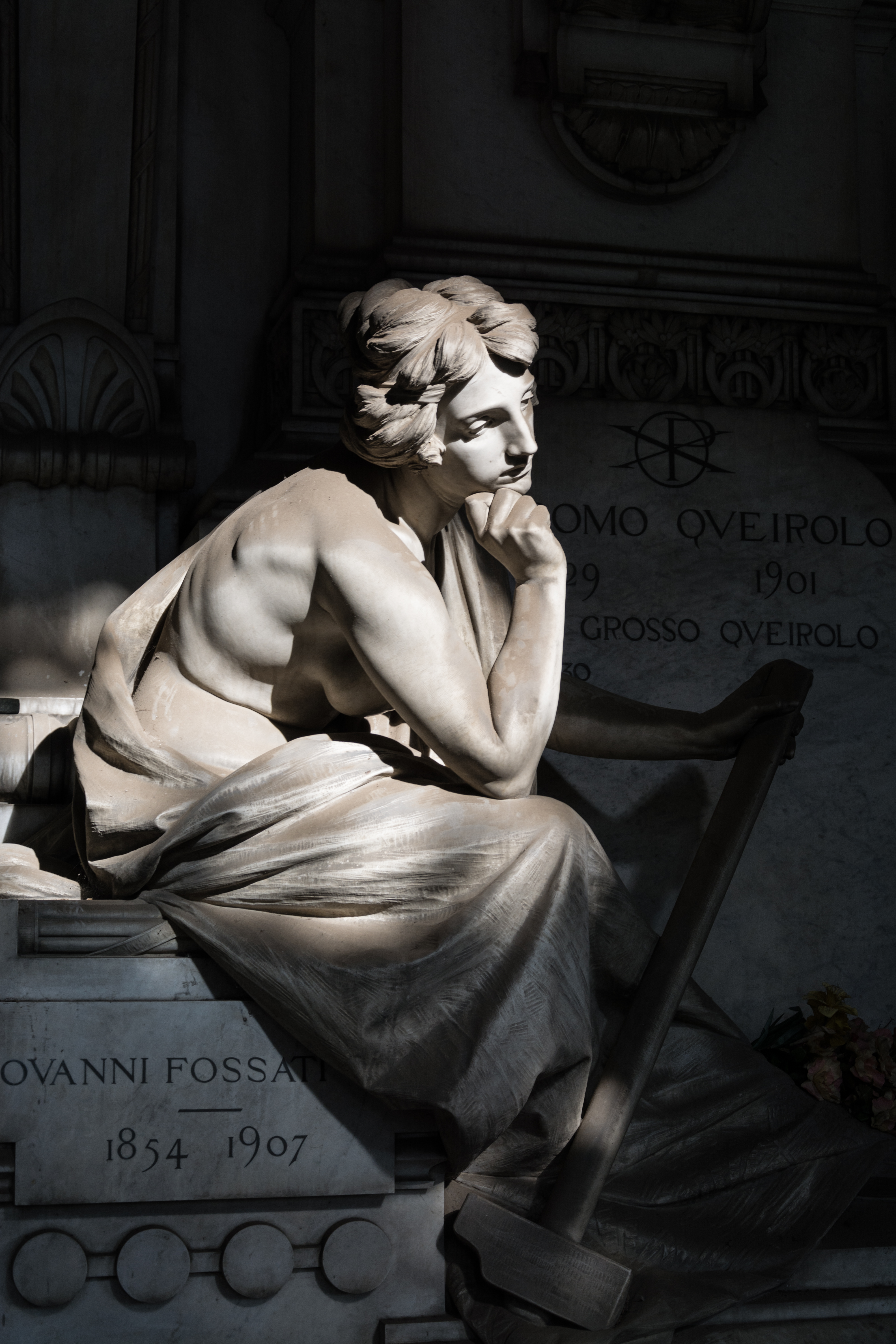
Надгробие Джованни Фоссати работы Витторио Лавеццари (1903)

- Джанкарло Ди Негро (1769—1857) — итальянский поэт, меценат.
- Фабрицио Де Андре (1940—1999) — итальянский автор-исполнитель, поэт
- Нино Биксио (1821—1873) — итальянский военный и политик, сподвижник Гарибальди
- Паоло Джакометти (1816—1882) — итальянский писатель и драматург
- Джузеппе Мадзини (1805—1872) — итальянский политик, борец за национальное освобождение
- Микеле Новаро (1818—1885) — итальянский оперный певец
- Ферруччо Парри (1890—1981) — председатель Совета министров Италии
- Фернанда Пивано (1917—2009) — итальянская писательница, эссеист, журналист, переводчик
- Фёдор Полетаев (1909—1945) — Герой Советского Союза, участник партизанского движения в Италии
- Феличе Романи (1788—1865) — итальянский поэт и писатель, автор либретто опер
- Эдоардо Сангвинети (1930—2010) — итальянский писатель, переводчик, поэт
- Эрнесто Сивори (1815—1894) — итальянский скрипач
- Альберто Эреде (1909—2001) — итальянский дирижёр
- Доменико де Феррари (1804—1882) — итальянский политический и государственный деятель.